# Bruno Incarbona
Bruno Incarbona (Palermo, 19 novembre 1964) è un ex calciatore italiano, di ruolo difensore.

## Caratteristiche tecniche
Giocava nel ruolo di terzino.

## Carriera
Difensore di fascia cresciuto nel vivaio del Matera, debutta con i lucani in Serie C2 nella stagione 1982-1983. Dopo tre campionati disputati con il Matera, si trasferisce al Barletta dove gioca due campionati di Serie C1 ottenendo una promozione in Serie B al termine del campionato 1986-1987.
L'anno successivo debutta in Serie B con l'Arezzo per passare successivamente alla Salernitana, con cui ottiene un'altra promozione in Serie B al termine del campionato 1989-1990.
Dopo un anno alla Ternana in Serie C1, passa al Palermo dove disputa un campionato di Serie B ed uno di Serie C1. Nel 1993-1994 è alla Juve Stabia, con cui sfiora la promozione in Serie B persa allo spareggio contro la Salernitana.
Negli anni seguenti scende di categoria nel Campionato Nazionale Dilettanti prima con l'Altamura e poi con il Latina, per poi tornare un anno tra i professionisti con il Matera nel 1996-1997, ed infine chiudere la carriera disputando le ultime due stagioni nel CND con il Taranto.
Termina la sua carriera da calciatore nella Castrense nel 2000.

## Palmarès

### Campionati vinti
- Serie C1: 3

Barletta: 1986-1987
Salernitana: 1989-1990
Palermo: 1992-1993
- Coppa Italia Serie C: 1

Palermo: 1992-1993